# Hôtel Prince of Wales
L'hôtel Prince of Wales (anglais : Prince of Wales Hotel) est un établissement hôtelier situé dans le parc national des Lacs-Waterton, au Canada. Il est localisé en surplond du lac Waterton Supérieur, près de la frontière américaine.
Construit entre 1926 et 1927 dans le Swiss chalet style, l'hôtel a été bâti par la Great Northern Railway, une compagnie américaine, dans le but de faire de la région des parcs nationaux de Glacier et du parc national des Lacs-Waterton une suisse américaine.
Il s'agit du seul grand hôtel du chemin de fer à avoir été bâti par une compagnie américaine. Il a été désigné comme lieu historique national en 1992.